# 컴퓨터 용사 가디언
《컴퓨터 용사 가디언》(ReBoot)은 캐나다에서 제작되어 1994년부터 2001년까지 방영된 CGI 액션 어드벤처 텔레비전 애니메이션 시리즈이다. 벤쿠버를 기반으로 하는 제작 회사인 메인프레임 엔터테인먼트(Mainframe Entertainment), 얼라이언스 커뮤니케이션스(Alliance Communications), BLT 프로덕션스(BLT Productions)가 제작하였다. 이 시리즈는 이언 깁슨(Ian Gibson)이 원안을 만든 후에 개빈 블레어(Gavin Blair), 이언 피어슨(Ian Pearson), 필 밋철(Phil Mitchell), 존 그레이스(John Grace)가 제작하였고, 브렌던 매카시(Brendan McCarthy)가 시각 디자인을 담당하였다.
이 작품은 완전히 컴퓨터로 제작된 최초의 30분짜리 애니메이션 시리즈이다. 메인프레임의 컴퓨터 시스템을 메가바이트와 헥서데시멀로 알려진 바이러스로부터 지키는 전사 밥(Bob)과 그의 동료인 엔조(Enzo), 도트 매트릭스(Dot Matrix) 남매의 모험을 다룬다.
1995년 KBS 2TV에서 《컴퓨터 용사 가디언》이라는 제목으로 한국어 더빙이 방영되었고, 1998년 《컴퓨터 전사 가디언》이라는 제목으로 대교방송에서 한국어 더빙이 방영되었다.
2018년부터 후속작 《ReBoot: The Guardian Code》란 타이틀로 제작하여 방영하였다.

## 등장인물
- 가디언 - 김도현
- 다트 - 故 정경애
- 엔조 - 이정은
- 메가 바이트 - 문영래